# Le Bernard
Le Bernard är en kommun i departementet Vendée i regionen Pays de la Loire i västra Frankrike. Kommunen ligger i kantonen Talmont-Saint-Hilaire som tillhör arrondissementet Les Sables-d'Olonne. År 2022 hade Le Bernard 1 320 invånare.

## Befolkningsutveckling
Antalet invånare i kommunen Le Bernard
| Referens: INSEE |